# Star Wars: The Clone Wars - L'Alliance Jedi
Star Wars: The Clone Wars - L'Alliance Jedi (Star Wars: The Clone Wars – Jedi Alliance) est un jeu vidéo d'action-aventure développé par LucasArts Singapore et édité par LucasArts en 2008 exclusivement sur Nintendo DS, adapté de la série télévisée d'animation Star Wars: The Clone Wars.

## Trame
Star Wars: The Clone Wars - L'Alliance Jedi se déroule entre les épisodes II et III de la saga Star Wars, durant la guerre des clones. Le design des personnages est inspiré de celui du film d'animation Star Wars: The Clone Wars, comme Ahsoka Tano, padawan de Anakin Skywalker. Hormis ces deux personnages, figurent Obi-Wan Kenobi, Yoda, Mace Windu, le comte Dooku et Asajj Ventress, mais également les maîtres Jedi Kit Fisto et Plo Koon,.
Le joueur incarne un Jedi enquêtant sur la disparition d'une cargaison de cristaux nécessaires à la fabrication de sabres laser.

## Système de jeu
Star Wars: The Clone Wars - L'Alliance Jedi est un jeu d'action-aventure affiché dans une vue à la troisième personne. Le jeu permet de diriger le personnage au stylet. Le joueur choisit un personnage avant de jouer chaque mission parmi la palette de Jedi à sa disposition. Les phases de jeu sont agrémentées de nombres séquences cinématiques.

## Accueil
Star Wars: The Clone Wars - L'Alliance Jedi reçoit un accueil mitigé lors de sa sortie de la part de la presse spécialisée, les critiques soulevant la simplicité du gameplay et une durée de vie courte, mais notant l'aspect divertissant du jeu comme la qualité de sa réalisation,,.
Jeuxvideo.com souligne la réalisation soignée mais constate une durée de vie très courte du jeu. Le site note que les différents personnages proposés n'ont que très peu de différences et spécificités. De plus, le site estime que le jeu est destiné aux plus jeunes joueurs, tout comme Jeuxvideo.fr qui partage ce constat,. Ce dernier relève la simplicité des énigmes proposées et une certaine répétitivité du gameplay. Selon IGN, le jeu reste une expérience divertissante, orientée vers les fans de la série télévisée.
Ces trois sites apprécient tout de même la qualité des graphismes proposés par le jeu,,.